# Bram de Does

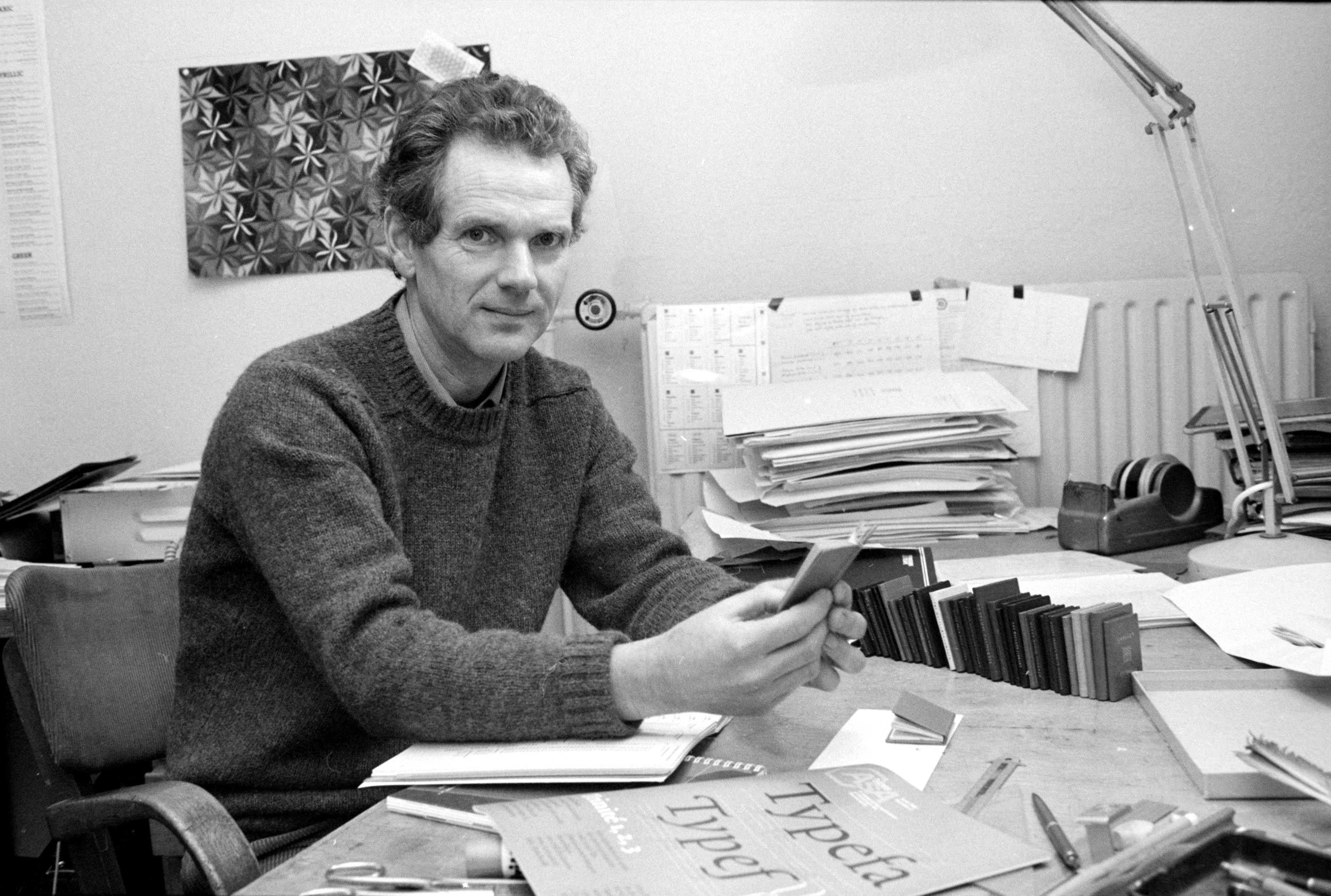
Bram de Does, 1984

Bram de Does (* 19. Juli 1934 in Amsterdam; † 28. Dezember 2015 in Orvelte) war ein niederländischer Schriftentwerfer, Typograf und Buchgestalter.

## Leben
Bram de Does wurde in eine Druckerfamilie hineingeboren. Sein Großvater hatte eine kleine Druckerei in Amsterdam gegründet, die von Brams Vater weitergeführt wurde. Bram de Does besuchte die Schule an der Mauritskade. Nach seinem Schulabschluss half er für einige Monate in der Druckerei seines Vaters aus, an der er zuvor wenig Interesse gezeigt hatte. Ab 1953 besuchte er die Grafikschule in Amsterdam (Amsterdamse Grafische School AGS). 
Von 1958 bis zu seiner Pensionierung im Jahr 1988 war Bram de Does – mit kurzen Unterbrechungen – bei der renommierten Schriftgießerei und Druckerei Joh. Enschedé in Haarlem als Buchgestalter und Typograf beschäftigt. Sein großes Vorbild und sein Vorgänger bei Joh. Enschedé war Jan van Krimpen. Van Krimpen starb in dem Jahr, in dem De Does nach Haarlem kam, 1958, und die beiden Männer begegneten sich nie.

## Werk

### Schriftentwürfe
Bekannt wurde Bram de Does vor allem mit seinen zwei Schriftfamilien Trinité und Lexicon. Beide Entwürfe zeugen von einem tiefen Verständnis für die Schriftgeschichte und die Tradition des Schriftentwurfs. 

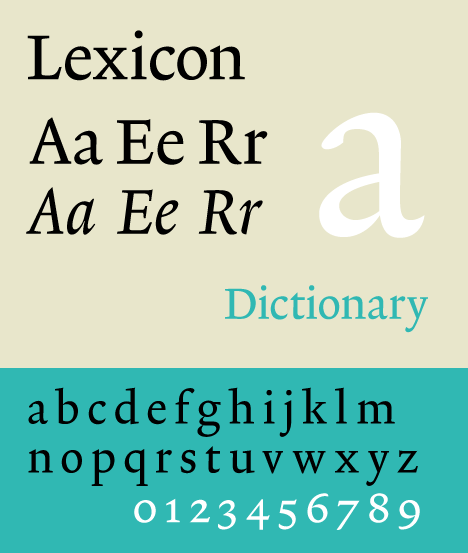
Schriftmuster Lexicon

Die erste Schrift von Bram de Does war die Serifenschrift Trinité, eine Französische Renaissance-Antiqua, die 1982 für den Fotosatz erschien. 1978 stellte Joh. Enschedé auf das Fotosatzverfahren um und wollte die Schrift Romanée von Jan van Krimpen für diese neuen Satzmaschinen anpassen. Bram de Does sprach sich gegen eine Anpassung aus. Er befürchtete, dass die Romanée durch die Übersetzung vom Blei- in den Fotosatz ihren Charakter verlieren würde. Als Alternative empfahl er, eine komplett neue Schrift zu entwerfen, speziell angepasst an die neue Technologie. Die 1982 erschienene Trinité war sein erster Schriftentwurf. Sie steht heute auch als PostScript Font von The Enschedé Font Foundry (TEFF) zur Verfügung.
Ein Jahrzehnt später entwarf Bram de Does seine zweite Serifenschrift Lexicon, in Zusammenarbeit mit Peter Matthias Noordzij. Lexicon wurde speziell für die Verwendung in kleinen Schriftgraden entworfen und an die Besonderheiten der Computertechnik angepasst. Die Buchstaben besitzen kurze Ober- und Unterlängen, sodass die große x-Höhe die Zeichen größer und offener erscheinen lässt. Verwendet wurde die Lexicon in einer Vorabversion 1991 für die Neuausgabe des dreibändigen Wörterbuchs des niederländischen Verlags Van Dale. Joh. Enschedé brachte sie 1995 auf den Markt.

### Buchgestaltung
Als typografischer Gestalter kümmerte sich Bram de Does um Gedenkbücher, Jahresberichte und Kunstbücher für seinen Arbeitgeber. Außer für Joh. Enschedé entwarf er auch Bücher für seine eigene kleine private Presse Spectatorpers. Bram de Does war bekannt für seine Liebe zum Detail. Dabei ging es nicht nur um die Wahl der richtigen Schrift, sondern auch um Aspekte wie Wortabstand und Laufweite. Sein wohl wichtigstes typografisches Werk dürfte das Jubiläumsbuch Typefoundries in the Netherlands sein, das er 1978 für Joh. Enschedé entwarf. Es wurde 1999 als eines der hundert am schönsten gestalteten Bücher des zwanzigsten Jahrhunderts ausgezeichnet. 

## Auszeichnungen
Für seine Schrift Trinité erhielt Bram de Does 1991 den H.N. Werkman-Preis für Typografie der Stadt Amsterdam. Weitere Designpreise sind der Premio Internationale Felice Feliciano 1993 und der Laurens-Janszoon-Coster-Prize 2007.

## Veröffentlichungen
- Romanée en Trinité: historisch origineel en systematisch slordig. Uitgeverij de Buitenkant, Spectatorpers 1991, ISBN 90-70386-43-7.
- Kaba-ornament. Uitgeverij de Buitenkant Publishers, Amsterdam 2006 ISBN 978-90-7642-595-5.
- Kaba-structuren. Structuren, patronen en figuren met een ornamentje en zijn spiegelbeeld in twee drukkleuren. Uitgeverij de Buitenkant Publishers, Amsterdam 2011, ISBN 978-94-90913-15-1.
- Trinité & Lexicon. The typefaces designed by Bram de Does. Uitgeverij de Buitenkant Publishers, Amsterdam 2013, ISBN 978-94-90913-36-6.